# Zero 9:36
Zero 9:36 (* 11. Mai 1997 in Langhorne, Pennsylvania als Matthew Cullen) ist ein US-amerikanischer Rapper und Sänger.

## Werdegang
Matthew Cullen machte im Alter von zehn Jahren seine ersten musikalischen Erfahrungen. Ein Verwandter von ihm, der in der Musikproduktion aktiv ist, suchte für eine Aufnahme eine Kinderstimme. Zwei Jahre später entdeckte Cullen die Rapmusik für sich und debütierte noch unter dem Namen Zero im Jahre 2016 mit dem Mixtape Paradise Campground, bei dem er Tory Lanez und Huey Mack als Gastsänger begrüßen konnte. Nach einer Tournee im Vorprogramm von Futuristic wurde Zero von Atco Records unter Vertrag genommen. Gleichzeitig änderte er seinen Künstlernamen in Zero 9:36. Am 27. September 2019 veröffentlichte Cullen die erste EP You Will Not Be Saved. Es folgte am 13. März 2020 die EP Barebones, Vol. 1, die bereits veröffentlichte Titel in Akustikversionen enthält. Im November 2020 trat Cullen als Gastsänger bei dem Lied Strangers von Theory of a Deadman auf. Am 26. Februar 2021 veröffentlichte Cullen die EP …If You Don’t Save Yourself, auf der er mit Travis Barker, Clever und der Band Hollywood Undead zusammenarbeitete. Für den September 2021 ist eine Tournee im Vorprogramm von Shinedown angekündigt. Bei den iHeartRadio Music Awards 2022 wurde Zero 9:36 in der Kategorie Best New Rock Artist nominiert. Der Preis ging jedoch an Mammoth WVH.

## Stil
Zero 9:36 nennt die Rapper Tory Lanez, Blackbear und D-Pryde zu seinen Haupteinflüssen. Sein eigener Stil wurde anfangs häufig mit Eminem verglichen. Seit seinem Wechsel zu Atco Records verwendet Zero 9:36 zusätzlich Elemente elektronischer Musik, Industrial, Alternative Rock und Metal.

## Diskografie
Solo
- 2016: Paradise Campground (Mixtape)
- 2019: You Will Not Be Saved (EP, Atco Records)
- 2020: Barebones, Vol. 1 (EP, Atco Records)
- 2021: …If You Don’t Save Yourself (EP, Atco Records)

als Gastsänger
- 2021: Atreyu – Warrior (feat. Travis Barker & Zero 9:36)
- 2021: We Came as Romans – Dagger (feat. Zero 9:36)
- 2022: Blind Channel – Alive or Only Burning (feat: Zero 9:36)

## Nominierungen
iHeartRadio Music Awards
| Jahr | Kategorie            | für       | Resultat  |
| ---- | -------------------- | --------- | --------- |
| 2022 | Best New Rock Artist | Zero 9:36 | Nominiert |